# Feel the Riddim!
A Pannonia Allstars Ska Orchestra harmadik nagylemeze. Magyarországon a Megadó Kiadó, Európa többi részén és Amerikában pedig a Megalith Records gondozza. A korongon 16 dal kapott helyet, melyek ismét széles skáláját járják be a jamaicai zenéknek (ska, roots reggae, early reggae, dancehall), de ezúttal sem marad el a fűszerezés és megjelennek a regionális népzenei dallamok (magyar, török, balkán), valamint egyéb stílusok jegyei is felbukkannak (funk, afrobeat, jazz). A lemezen vendégeskedik Harcsa Veronika egy saját szerzeménnyel (What Is Our Love For?) és a Macskafogó című rajzfilm egyik betétdalának átdolgozásával (Miu-Miújság?), Sena (a System Connection riddimen: Tell It On The Mountains) és egy francia MC, Tribuman (New Generation).

## Számok
|     | Cím                      | Közreműködik    | Hossz |
| --- | ------------------------ | --------------- | ----- |
| 1.  | Hungarian Dish           |                 | 02:31 |
| 2.  | Do The Rocka Style       |                 | 01:57 |
| 3.  | Bawl Out Fi We           |                 | 03:27 |
| 4.  | Miu-Miújság?             | Harcsa Veronika | 03:31 |
| 5.  | Budapest                 |                 | 03:44 |
| 6.  | Pon Di Corner            |                 | 05:38 |
| 7.  | Big Bamboo               |                 | 03:30 |
| 8.  | Vampires                 |                 | 03:22 |
| 9.  | River Of Life            |                 | 03:46 |
| 10. | Lucky Vacation           |                 | 04:02 |
| 11. | What Is Our Love For?    | Harcsa Veronika | 02:59 |
| 12. | Skattila                 |                 | 04:08 |
| 13. | New Generation           | Tribuman        | 03:36 |
| 14. | Tell It On The Mountains | Sena            | 04:27 |
| 15. | Rank With Me             |                 | 04:00 |
| 16. | Melodica Man             |                 | 03:31 |